# 泥棒 (アルバム)
『泥棒』（どろぼう）は、UAの4枚目のスタジオ・アルバム。2002年9月19日発売。発売元はビクターエンタテインメント。

## 解説
- 前作『turbo』から約3年ぶりとなるアルバム。

## 収録曲
1. 記憶喪失
  - 作詞:UA/作曲:朝本浩文
2. 閃光（Album Ver.）
  - 作詞作曲:UA
3. 泥棒
  - 作詞:UA/作曲:ASA-CHANG＆鈴木正人

「DOROBON」として同年12月18日にリカットシングルが発売された。
4. 瞬間
  - 作詞:UA/作曲:エミ・エレオノーラ
5. 世界
  - 作詞:UA/作曲:高木二郎
6. ブエノスアイレス
  - 作詞:UA/作曲:KIKI
7. ドア
  - 作詞作曲:UA
8. 彼方
  - 作詞:UA/作曲:鈴木正人

## 演奏
- Guitar : 名越由貴夫
- Bass : 鈴木正人(Little Creatures)
- Drums : ASA-CHANG
- Keyboards : 朝本浩文(Ram Jam World)

## リリース日一覧
| 地域 | リリース日    | レーベル          | 規格     | 規格品番   | 備考 |
| ---- | ------------- | ----------------- | -------- | ---------- | ---- |
| 日本 | 2002年9月19日 | SPEEDSTAR RECORDS | 12cmCD   | VICL-60974 |      |
| 日本 | 2002年9月19日 | SPEEDSTAR RECORDS | 30cmLP   | VIJL-60093 |      |
| 日本 | 2005年9月22日 | SPEEDSTAR RECORDS | 12cmCD   | VICL-61780 |      |
| 日本 | 2013年7月2日  | SPEEDSTAR RECORDS | 音楽配信 | -          |      |

### 音楽配信
- 泥棒 - mora
- 泥棒 - AWA
- 泥棒 - YouTube Music プレイリスト
- 泥棒 - Spotify
- 泥棒 - Apple Music